# Восьмий Доктор
Восьмий Доктор (англ. Eighth Doctor) — восьме втілення вигаданого персонажа Доктора з британського науково-фантастичного телесеріалу Доктор Хто. Його зіграв актор Пол МакГанн.

## Загальний огляд

### Доктор Хто
Перша і єдина поява Восьмого Доктора на телебаченні відбулася у повнометражному фільмі Доктор Хто 1996 року. Так відбулося повернення славетного персонажа на екрани після того, як було закрито класичний серіал. Цей фільм мав стати пілотним епізодом поновленого серіалу, випуском якого планувала зайнятися компанія Fox, але через низькі рейтинги стрічки у США зйомки серіалу так і не було розпочато. Проте у Британії фільм сприйняли добре, він зібрав понад дев'ять мільйонів глядачів, а також отримав досить позитивні оцінки. Те саме відбулося і в Австралії.
Хоча пригоди Восьмого Доктора на телебаченні цим фільмом і завершилися, вони продовжились у різноманітних спін-оффах. Таким чином, історії про Восьмого Доктора з'являлися протягом дев'яти років, допоки 2005 року серіал не було поновлено із новим — Дев'ятим — Доктором. Але відповідність  сюжетів цих історій одне одному і сюжету серіалу — відкрита тема.
Попри той факт, що Восьмий Доктор з'явився тільки в одному епізоді, він і досі залишається Доктором, який був "нинішнім" найтриваліший час.

### Пізніші появи

"Поява" Восьмого Доктора в епізоді Людська природа

Наступна після фільму поява Восьмого Доктора відбулася 2007 року, коли було показано його зображення у щоденнику Джона Сміта в епізоді "Людська природа". Також короткий ролик, в якому було представлено усі втілення Доктора, зокрема Восьме, продемонстровано в різдвяному спецвипуску — 2008 "Наступний Доктор".

## Біографія
Коли Сьомий Доктор перевозив рештки Майстра зі Скаро на Галіфрей, він був змушений здійснити аварійну посадку у Сан-Франциско 1999 року. Там його поранили під час перестрілки, і відвезли до лікарні. Лікарі, здивовані подвійним серцебиттям, прагнули усунути незрозуміле їм "мерехтіння", що спричинило смерть і регенерацію Сьомого Доктора у Восьмого. Можливо, саме через це втручання Доктор регенерував не одразу, а лише за декілька годин після "смерті".

Головні герої повнометражного фільму

У цей час Майстер, який не був остаточно мертвим, зміг вселитися у людське тіло. Але воно було не пристосоване, щоб утримувати володаря часу, тому він прагнув викрасти тіло Доктора, використавши для цього Око Гармонії, що міститься у TARDIS, і знищивши при цьому Землю. Проте Доктор за допомогою лікарки Ґрейс Головей зумів зруйнувати плани Майстра, і того затягло в Око Гармонії. Як здавалося, Майстер загинув раз і назавжди. Втім, він повернувся в епізоді Утопія.
Умови, за яких Восьмий Доктор регенерував тривалий час не були з'ясовані. Проте 14 листопада 2013 у міні-епізоді Ніч Доктора було показано його вимушену регенерацію, після якої він відмовився від свого імені та взяв ім'я Воїн — це втілення зіграв Джон Гарт.

## Постать
За характеристикою офіційного сайту BBC, Восьмий Доктор був "чарівним і романтичним", що не притаманне іншим його втіленням. Він заохочував усіх довкола ловити від життя усе, а не віддалятись від пригод.
Подібно до П'ятого Доктора, Восьмий — добрий, юний, рішучий. Ця зовнішня молодість вдало приховала його стару вимучену душу. Проте в оповіданнях про Восьмого Доктора часто використовувалася саме ця похмура його частина.
Восьмий Доктор також порушив давнє власне табу не вступати у романтичні стосунки зі своїми супутницями, поцілувавши Ґрейс Головей. Цей епізод дуже активно обговорювався прихильниками серіалу.
Іншим предметом для дискусій стало те, що, відповідно до сюжету фільму, Доктор був напівлюдиною по материнській лінії. Проте, коли в епізоді "Кінець мандрівки" Десятий Доктор став напівлюдиною, він сказав, що це щось нове для нього. Отже, або творці фільму не врахували всього, або глядачі неправильно їх зрозуміли.
Крім того, Восьмий Доктор демонструє дивовижну спритність рук, притаманну кишеньковим злодіям.